# Tigre de Java
Vous lisez un « article de qualité » labellisé en 2014.
Panthera tigris sondaica
Sous-espèce
Synonymes
- Panthera sondaica (Temminck, 1844)

Répartition géographique
Statut de conservation UICN

 EX  : Éteint
Statut CITES
Le Tigre de Java (Panthera tigris sondaica) est une sous-espèce du tigre éteinte qui vivait uniquement sur l'île de Java. De petite taille, il se caractérisait par une robe aux rayures fines et serrées, un museau long et étroit avec des carnassières longues. Très peu de données sont connues sur son comportement.
Chassé par les populations locales, le Tigre de Java a subi la déforestation de son habitat au profit des rizières et de forêts de teck, de café et d'hévéa. La raréfaction de ses deux proies principales, le Cerf rusa (Rusa timorensis) et le sanglier (Sus scrofa), et la modification de son habitat ont entraîné une concurrence avec le Léopard de Java (P. pardus melas), mieux adapté à la chasse des proies de taille petite à moyenne. Cette combinaison de facteurs a conduit à l'extinction de la sous-espèce dans les années 1980.
Sur le plan culturel, le Tigre de Java est un animal à la symbolique forte dans la société javanaise. Il est associé à la royauté, aux forces de la nature, au chamanisme et au culte des ancêtres. Dans toute l'Asie du Sud-Est, le tigre est un animal à âme humaine, pouvant être maléfique, notamment avec la figure du tigre-garou. La sous-espèce était associée à une cérémonie sacrificielle, le rampog macan.

## Description

### Physique

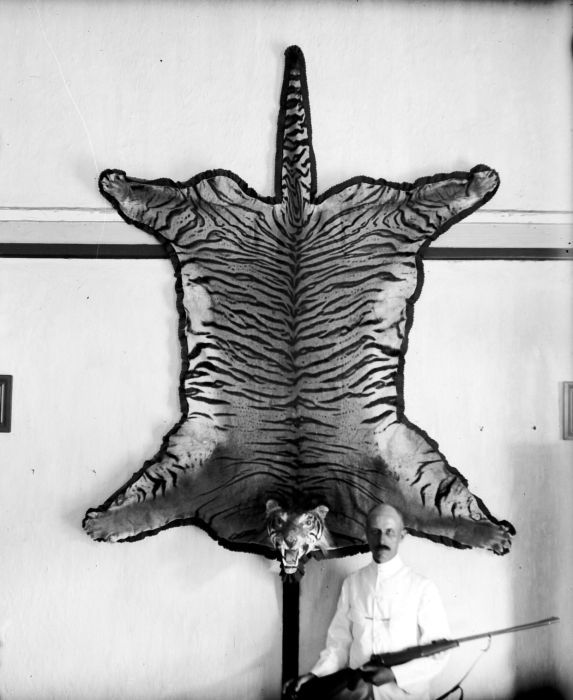
Le pelage du Tigre de Java se caractérise par de nombreuses et fines rayures.

Le Tigre de Java se caractérisait par des rayures longues et fines, légèrement plus nombreuses que celles du Tigre de Sumatra (P. t. sumatrae). Le museau était long et étroit, le planum occipitale notablement étroit et les carnassières longues en comparaison de la taille du crâne. Le diamètre des empreintes était plus grand que celui du Tigre du Bengale (P. t. tigris).
Plus petit que les sous-espèces continentales, le Tigre de Java était un peu plus grand que le Tigre de Bali (P. t. balica) et sa taille approchait celle du Tigre de Sumatra. Le mâle mesurait 2,48 m de longueur totale « entre piquets » et il n'existe pas de données pour la femelle. La longueur du crâne était de 30,6 à 34,9 cm pour le mâle et de 27,0 à 29,2 cm pour la femelle. Le poids variait de 100 à 141 kg pour le mâle et de 75 à 115 kg pour la femelle.
La petite taille du Tigre de Java et des tigres des îles de la Sonde en général suit la règle de Bergmann, qui établit une corrélation entre la masse des animaux endothermes et la température extérieure : plus la température est élevée, plus l'animal est léger, ce qui facilite la thermorégulation,. Par ailleurs, la taille des proies disponibles à Java, qui sont plus petites que les cervidés et les bovidés d'Asie continentale, est également un facteur limitant la taille des prédateurs. L'influence de l'insularité peut être un des facteurs du « rétrécissement » du Tigre de Java.

### Comportement
Le Tigre de Java se nourrissait de Cerfs rusa (Rusa timorensis), de Bantengs (Bos javanicus) et de sangliers (Sus scrofa) et parfois d'oiseaux aquatiques et de reptiles. Il est probable que le Cerf rusa et le sanglier formaient à l'origine ses proies principales. L'analyse des restes de repas dans une tanière et des fèces montre que le Tigre de Java se rabattait également sur des proies plus petites, notamment après la modification de son habitat : macaques, oiseaux, porcs-épics et Civettes des palmiers (Arctogalidia trivirgata) composaient le régime alimentaire. On ne connaît rien de la biologie reproductive et du cycle de vie en général.

### Habitat
Le Tigre de Java est l'une des trois sous-espèces dont l’aire de répartition est limitée à une île, à savoir l'île de Java. Son habitat est difficile pour un grand prédateur comme le tigre : les pluies sont très abondantes, la biomasse terrestre est faible et l'île se situe en dehors des zones d'habitat des grands cervidés.

## Taxonomie

### Histoire évolutive du tigre

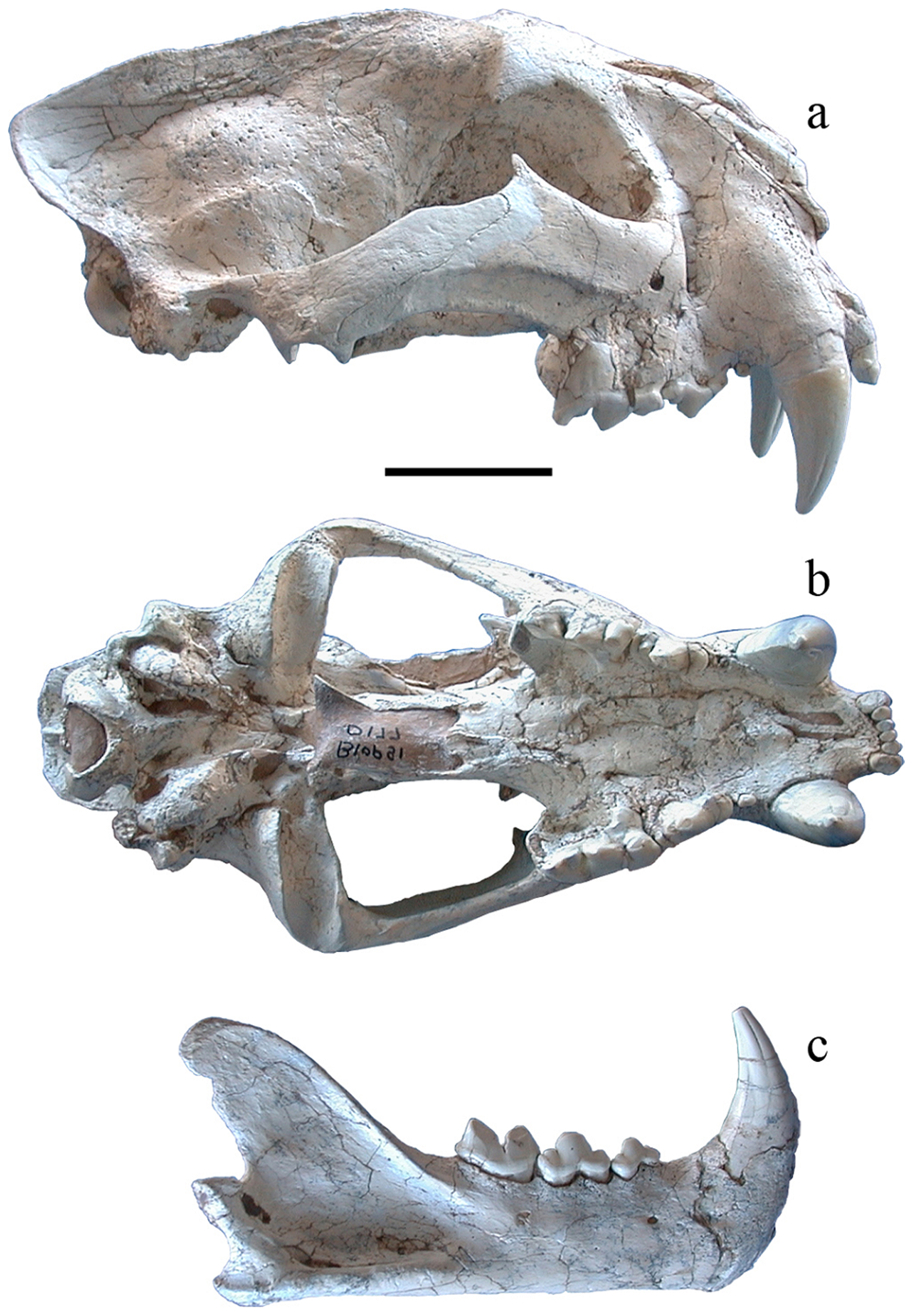
Fossile de Panthera zdanskyi.

La lignée des panthères, les Pantherinae, a divergé il y a 10,8 millions d'années de l'ancêtre commun des Felidae. Panthera palaeosinensis, qui vivait au début du Pliocène, forme la base du clade des Panthera.
Panthera zdanskyi est découvert en 2004 dans le gisement fossile de Longdan dans la province de Gansu en Chine. Ce fossile est daté d'il y a 2,55 à 2,16 millions d'années (début du Pléistocène). L'analyse cladistique montre que P. zdanskyi est le taxon frère du tigre et conduit à penser que le berceau du tigre moderne se situe au début du Pléistocène dans le nord-ouest de la Chine. Les plus vieux fossiles de tigre sont des fragments de maxillaires et de mandibules datés du Calabrien (milieu du Pléistocène) et découverts en Chine.
Depuis la Chine, le territoire du tigre se serait ensuite étendu sur les îles de la Sonde puis vers l'Inde. Entre la fin du Pliocène et le début du Pléistocène, le tigre est une espèce très largement distribuée dans l'Asie. Les populations ont cependant fortement varié durant les différentes glaciations du quaternaire. Il y a 73 000 ans, le tigre frôla l'extinction en raison de l'éruption du volcan Toba à Sumatra, ce qui peut expliquer la faible diversité génétique de l’espèce actuelle.

### Sous-espèces
La première description du tigre a été effectuée par Linné en 1758 dans son livre Systema Naturae. Le Tigre de Java est décrit par Temminck en 1844, à partir d'une unique holotype, en même temps que le Tigre de Sibérie (P. t. altaica). Les sous-espèces du tigre étaient traditionnellement définies par la taille du corps, la morphologie du crâne et la couleur et les motifs de la robe. Ainsi, à l'origine, Temminck différencie le Tigre de Sibérie de celui de Java par la longueur de leur fourrure. Toutefois, les premières descriptions des sous-espèces se sont basées sur un très petit nombre d'individus, sans prendre en compte la variabilité morphologique naturelle entre les spécimens d'une même espèce.
Plusieurs modèles tendent à diminuer le nombre de sous-espèces et consistent à séparer les tigres continentaux (Tigres de Sibérie, du Bengale, de Malaisie, de Chine méridionale, d'Indochine et de la Caspienne) des tigres insulaires (Tigres de Java, de Bali et de Sumatra),.
En 2006, Mazak et Groves proposent d'élever le Tigre de Sumatra et le Tigre de Java au rang d'espèce (respectivement Panthera sumatrae et Panthera sondaica) selon une étude basée sur les dimensions crâniennes. Le Tigre de Bali est par ailleurs proposé comme une sous-espèce du Tigre de Java (P. s. balica). Le Tigre de Java est cependant plus usuellement considéré comme une sous-espèce du tigre.

### Présence à Java en temps préhistoriques
Les premiers fossiles de tigre à Java sont datés d'il y a un million d'années. Plusieurs formes se sont succédé : Panthera tigris oxygnatha, P. t. trinilensis puis P. t. soloensis. Une étude de 2004 basée sur l'analyse de trois marqueurs moléculaires de 134 spécimens différents a permis d'estimer que le dernier ancêtre commun à toutes les sous-espèces de tigre vivait il y a environ 72 000 à 108 000 ans, ce qui est tardif en comparaison des autres félins du genre Panthera.
Les premières traces du Tigre de Java moderne sont datées de 80 000 ans avant le présent. Les fossiles sont plus nombreux durant le Mésolithique (10 000 à 5 000 ans avant le présent), lorsque l'île de Java présentait un habitat plus ouvert que de nos jours. Selon Peter Boomgaard, au Néolithique (5 000 à 3 000 ans avant le présent), le nombre de tigres à Java aurait probablement diminué en raison de l'accroissement des forêts et peut-être de la présence humaine.
Concernant les liens entre le Tigre de Java et celui de Bali, il est possible que les tigres aient pu traverser le bras de mer séparant les deux îles, qui ne mesure que deux kilomètres. De telles traversées sont plausibles, et des témoignages semblent corroborer ce fait, mais n'ont jamais pu être prouvés.

## L'extinction

### Situation jusqu'auXXesiècle

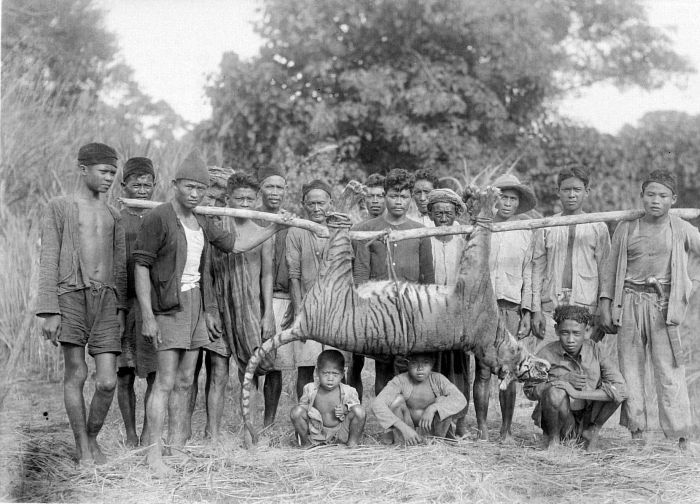
Un Tigre de Java abattu à Malingping dans la province de Banten en 1941.

À la fin du XVIIIe siècle, les tigres sont présents sur la plus grande partie de l'île de Java,. En 1822, dans le Java oriental, les tigres sont si nombreux entre Panarukan et Banyuwangi qu'ils représentent un danger pour le bétail. La déforestation au milieu du XIXe siècle est engagée lors de la migration interne de milliers de paysans du Java central et de Madura. Les ressources forestières et cynégétiques sont rapidement épuisées par l'être humain : le tigre commence à se rabattre sur le bétail et les hommes.
Le chercheur Peter Boomgaard a inventorié une trentaine d'histoires d'attaques dues à des tigres entre 1633 et 1687 et une quarantaine entre 1812 et 1869,. L'analyse de ces histoires montre que certaines sont plagiées ou enjolivées pour maintenir l'intérêt du public, toutefois, il apparaît que les victimes sont surtout des hommes, travaillant en extérieur, comme les postiers ou les derniers travailleurs sur une ligne de coolies. Vers 1850, les Javanais vivant dans les zones rurales le considèrent comme un fléau. Certains travailleurs refusent d'aller dans les plantations de cannes à sucre, d'hévéa, de tabac ou de café, par peur de se faire attaquer et les voyageurs se déplacent armés pour se prémunir d'une attaque. Le Tigre de Java s'attaque également au bétail, contraignant certains villages très exposés à se barricader ou à être désertés. Les attaques sont plus nombreuses pendant et à la fin de la mousson.
Toutefois, selon Peter Boomgaard, il faut tempérer les témoignages recueillis car le Tigre de Java a également servi de bouc émissaire pour expliquer les disparitions de bétail ou déplacer des populations. Ainsi le cas du tigre de Caringin est une cause célèbre débattue jusqu'au parlement néerlandais : les villageois de Caringin, agriculteurs sur brûlis ont été forcés à quitter leur foyer, soi-disant à cause d'un tigre mangeur-d'hommes, mais plus probablement pour repeupler les rizicultures abandonnées. De même, les travailleurs ont pu utiliser le prétexte de la présence d'un tigre pour stopper leur activité dans les plantations. Il est également fréquent que la locution « forêt infestée de tigres » soit utilisée comme une épithète de nature pour désigner une forêt sauvage et peu peuplée.
Lorsque le Tigre de Java a commencé à entrer dans les villages, son image dans l'imaginaire javanais en est modifiée. En 1822, le gouvernement emploie pour la première fois des chasseurs professionnels contre le Tigre de Java. Il est estimé qu'entre 1830 et 1860, environ 1 250 tigres et léopards sont mis à mort chaque année à Java. Les Tigres de Java sont quant à eux responsables de 120 décès annuels en 1860 et 30 décès annuels dans les années 1900.

### La déforestation et ses conséquences

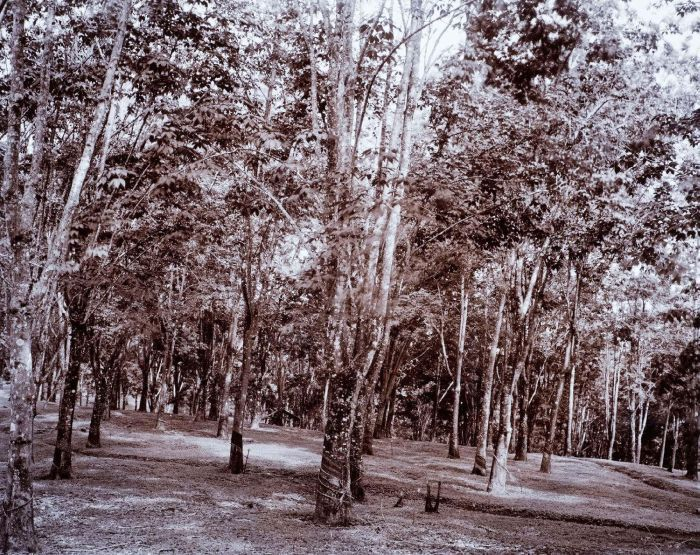
La déforestation a considérablement réduit l'habitat du Tigre de Java. Ici, une plantation d'Hévéa au début du XXe siècle dans le Java occidental.

Au début du XXe siècle, 28 millions de personnes vivent sur l'île de Java. La production annuelle de riz étant insuffisante pour subsister et nourrir les populations futures, la surface cultivable est accrue de 150 % en quinze ans. Entre 1938 et 1975, la couverture forestière sur l'île passe de 23 % à 8 % tandis que la population javanaise augmente pour atteindre 85 millions d'habitants. Dès le début du XXe siècle, des forêts de tecks (Tectona grandis), de café et d'hévéa (Hevea brasiliensis) sont plantées dans toute l'île, hormis dans les zones les plus reculées et inaccessibles où les Tigres de Java doivent se retirer,. Le Tigre de Java est absent sur une grande partie de l'île à partir des années 1940 : la population est estimée à 200 à 300 tigres.
Durant les années 1960, les maladies déciment les populations du Cerf rusa (Rusa timorensis), la proie principale du Tigre de Java. Par ailleurs, les sangliers, qui représentent également une part importante du régime alimentaire, sont empoisonnés en masse par des campagnes gouvernementales. Après le mouvement du 30 septembre 1965 et les massacres qui s'ensuivent en Indonésie, des groupes armés se cachent dans les réserves et tuent les derniers tigres.
En plus de la chasse, de la disparition de ses proies principales et de la diminution de son habitat, le changement de biotope (de la forêt primaire à la forêt exploitée) ne permet plus d'entretenir les mêmes populations d'herbivores : l'absence de végétation au sol favorise le développement des primates et diminuent les populations de sangliers et surtout de cervidés, ne laissant plus que les espèces les plus petites, comme le Muntjac. Sur des proies de taille moyenne à petite, le Tigre de Java s'est retrouvé en concurrence avec le Léopard de Java (Panthera pardus melas), bien mieux adapté : c'est un cas d'exclusion écologique, deux prédateurs ne pouvant pas occuper de façon pérenne la même niche écologique.

### Les dernières observations dans les années 1970

Emplacements des dernières observations du Tigre de Java.

Jusque dans le milieu des années 1960, le Tigre de Java survit dans trois aires protégées fondées durant les années 1920 et 1930 : les parcs nationaux d'Ujung Kulon et de Baluran et la réserve de Leuweung Sancang. À la fin des années 1960, il est toujours possible de tirer des tigres à Banyuwangi dans le Java oriental. Après les insurrections civiles de 1965, plus aucune observation n'est rapportée.
En 1971, une vieille femelle est abattue dans une plantation près du Meru Betiri, la plus haute montagne de l'île, culminant à 1 192 m, au sud-est de Java. En 1972, cette zone de 500 km2 est transformée en réserve naturelle,. Elle est protégée par un petit contingent de garde-chasse et quatre projets de conservation sont initiés. La réserve est cependant morcelée par deux grandes plantations situées dans les vallées. Les proies potentielles se réduisent à quelques Bantengs (Bos javanicus) près des plantations ; le Cerf rusa, la proie principale du félin, est absent. Les sangliers sont largement distribués mais à de faible densité de population. En 1976, des empreintes de trois à cinq Tigres de Java sont relevées à l'est du parc ; toutefois les proies disponibles dans le parc sont jugées insuffisantes pour subvenir à leurs besoins.
En 1980, Seidensticker et Suyono recommandent d'agrandir la réserve et de supprimer les activités humaines perturbatrices, ce qui est mis en œuvre en 1982 par l'Indonesian Nature Conservation Authority : la petite réserve devient le parc national de Meru Betiri. Ces derniers efforts arrivent cependant trop tard pour sauver la sous-espèce.

### Les efforts de recherche des années 1990

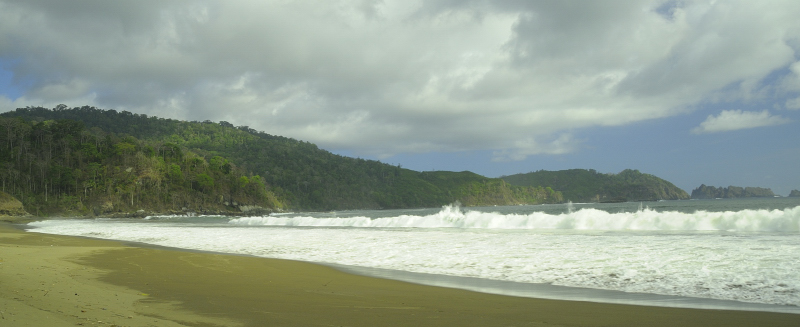
Le parc national de Meru Betiri a fait l'objet de nombreuses recherches pour retrouver les derniers Tigres de Java.

En 1979, des observations sont rapportées près du mont Slamet à la frontière entre le Java central et le Java occidental. En 1987, un groupe de trente étudiants de l'institut agronomique de Bogor mènent une expédition au parc national de Meru Betiri. Par groupe de cinq, ils sillonnent l'aire complète et trouvent des fèces, des marques de grattage et des empreintes. En 1990, un autre groupe d'étudiants ne trouve plus que des empreintes.
En automne 1992, la toute première étude avec des pièges photographiques est menée au parc national de Meru Betiri en collaboration avec le WWF d'Indonésie. Entre mars 1993 et mars 1994, des appareils-photographiques à déclenchement automatique disséminés sur 19 sites n'apportent aucune photographie du félin. Par ailleurs, aucune empreinte n'a pu être relevée durant la même période. La publication du rapport entraîne la déclaration officielle de l'extinction de la sous-espèce. L'Union internationale pour la conservation de la nature (UICN) classe le Tigre de Java comme éteint (EX) depuis 2003.
Les nombreuses rumeurs sur la survivance possible du Tigre de Java dans le parc national de Meru Betiri conduisent le responsable du parc, Indra Arinal, à lancer une autre étude. Avec le soutien du Sumatran Tiger Project, treize membres des équipes du parc se sont entraînés à poser des pièges photographiques et à localiser leurs observations. Des appareils photographiques à infrarouge ont même été fournis par The Tiger Foundation. Après un an de travail, les photographies ne montrent pas de tigre, mais seulement quelques herbivores et de nombreux braconniers.

### Des rumeurs persistantes
La croyance en la non-disparition du Tigre de Java fait partie des légendes urbaines de Java. Ainsi, en 1991, deux tiers des lettres reçues par le Surabaya Post ont pour objet ces rumeurs. Des témoignages sur la présence du Tigre de Java sont régulièrement rapportés par des personnes qui pensent toujours que la sous-espèce est vivante, telles que des attaques de tigres ou de prétendues observations d'empreintes de pas. Par exemple, en 1997, des incendies de forêt auraient débusqués quatre tigres accompagnés de deux jeunes sur le mont Merbabu (ou le mont Merapi) dans le Java central. En 2017, une vidéo montrant un félin ressemblant à un tigre dans le parc national d'Ujung Kulon circule largement sur les réseaux sociaux indonésiens. Toutefois, Wulan Pusparini de la Wildlife Conservation Society explique que si un arrêt sur image peut faire penser aux rayures d'un tigre, le félin est en réalité un Léopard de Java.
Ces nombreuses observations peuvent pour partie s'expliquer par une confusion linguistique en javanais, où le mot « macan » désigne à la fois le tigre et le léopard. Par ailleurs, la situation écologique du tigre est très mal connue par la population javanaise. Dans les années 1990, les populations urbaines comme rurales pensent encore que le tigre est un animal commun des forêts de leur île : elles ne se rendent pas compte qu'il y a déjà disparu.
Ces témoignages n'ont jamais été confirmés. Rien n'indique que ces félins soient des tigres, et encore moins des Tigres de Java : il est toujours possible qu'une autre sous-espèce ait été réintroduite intentionnellement et illégalement. Par ailleurs, l'environnement de l'île, fortement modifié, n'offre plus l'habitat nécessaire à une implantation pérenne de ce félin. La biomasse du parc national d'Ujung Kulon est par exemple estimée à 500 kg/km2 en 1980 tandis que dans le reste de l'Asie, celle-ci varie de 750 à 3 300 kg/km2. En 2017, lors de la résurgence d'une rumeur de découverte du Tigre de Java, Wulan Pusparini, experte sur les tigres, rappelle qu'elle aimerait que la population s'enthousiasme autant pour la préservation des espaces naturels très dégradés de l'Indonésie que pour la recherche d'un animal disparu depuis trois décennies.
En 2019, une observation présumée du félin était une nouvelle fois signalée, cette fois dans une plantation à proximité du village de Cipendeuy, dans l'ouest de l'île . L'analyse génétique d'un poil, trouvé accroché sur une clôture semble appartenir ainsi à un Tigre de Java relançant ainsi les efforts de conservation.

### Présence en captivité
Avant la Seconde Guerre mondiale, des Tigres de Java sont maintenus en captivité dans des zoos indonésiens, mais ceux-ci ont été fermés durant la guerre. La paix revenue, le Tigre de Java était déjà si rare qu'il était plus facile de se procurer des Tigres de Sumatra. Il n'existe plus aucun Tigre de Java en captivité.

## Tigre de Java dans la culture

### Linguistique

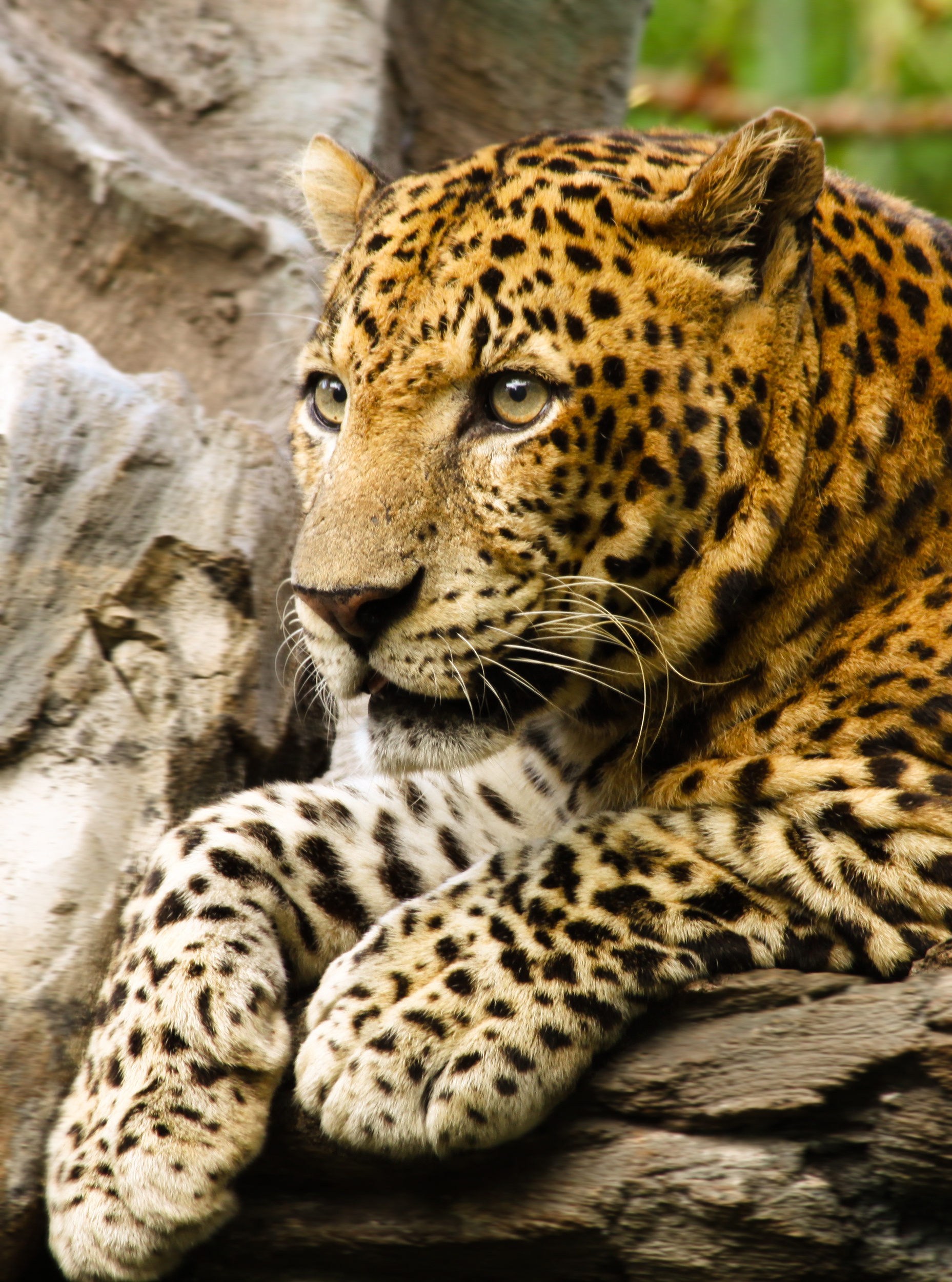
Le mot macan désigne également le Léopard de Java.

En javanais, il y a une confusion linguistique pour différencier les félins. En effet, le mot javanais pour désigner le tigre, « macan » est également couramment utilisé pour désigner le léopard. « macan » fait également partie des termes désignant toutes sortes de félins comme la Panthère nébuleuse de Diard (Neofelis diardi) « macan dahan » ou encore le lion (Panthera leo) « macan garambis ». À Java, il est absolument nécessaire de demander des précisions lorsque le mot « macan » est utilisé, de façon à bien identifier le félin. Par ailleurs, le tigre est désigné par trois mots folkloriques : « macan loreng », le tigre ordinaire, « macan sruni », le tigre dont les rayures se trouvent essentiellement sur la croupe, « macan gembong », un félin de couleur grisâtre clair. En Indonésien, le tigre est appelé « harimau » et dans le Java oriental, il peut être désigné par le terme « singa », qui signifie « lion ». En haut javanais, tigre se dit sima.

### Légendes et croyances

#### Un félin à âme humaine
En Asie du Sud-Est en général, le tigre et l'homme sont considérés comme descendant d'un même ancêtre. La tradition est donc que « le tigre a une âme humaine ». Ainsi, une fable javanaise raconte qu'à l'origine, les tigres et les hommes étaient végétariens et vivaient en égal. Les tigres mangeaient des feuilles de Pædérie fétide (Paederia foetida) et de Durian (Durio zibethinus). Un jour, lors de la préparation du repas, un homme se coupa le doigt et un bout de chair se trouva dans le déjeuner des tigres : ceux-ci y prirent goût et devinrent des animaux sauvages.
Une autre légende de la côte nord du Java oriental fait descendre les tigres et les crocodiles de Syeh Sayyidina Ali, un beau-fils de Mahomet.

#### Le roi de la forêt

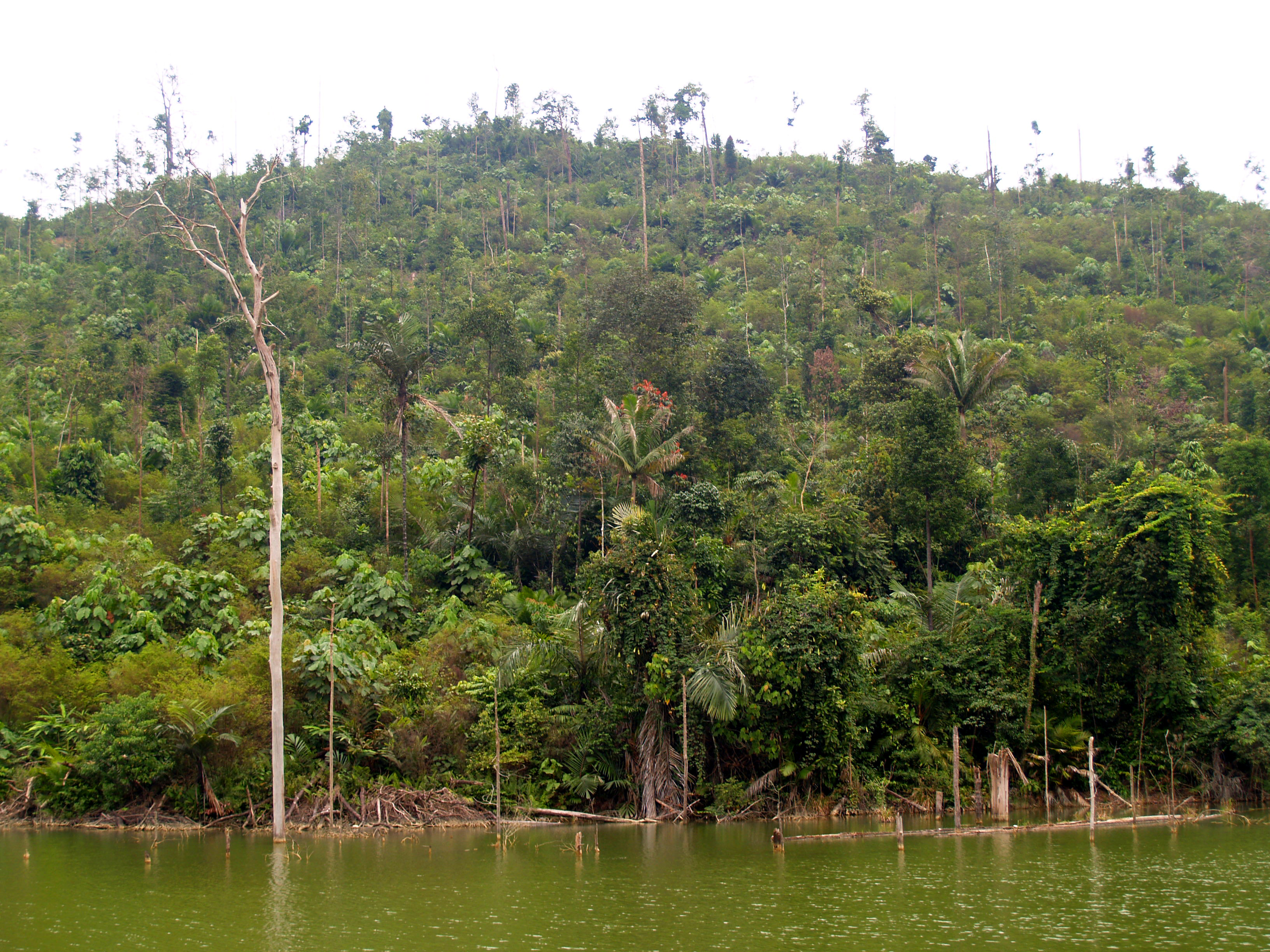
Le Tigre de Java est étroitement associé à la forêt et aux forces magiques qui y résident. Ici, forêt près de Bogor dans le Java occidental.

Les pouvoirs magiques attribués au tigre sont intimement liés à la perception de la forêt dans la culture javanaise : un lieu mystérieux, dangereux et empli de forces magiques maléfiques. La forêt est l'antonyme de la civilisation. Elle ne forme qu'un avec le tigre. Ainsi, une fable javanaise raconte que le tigre protège la forêt en faisant peur aux villageois et que la forêt protège le tigre en lui fournissant un abri : pour détruire l'un, il faut détruire l'autre.
En jeûnant et méditant pendant quarante jours dans une caverne dans la forêt, le tigre peut y acquérir le kesaktian, des pouvoirs magiques. Le kesaktian lui permet notamment de devenir invisible dans la forêt. L'un des tabou pour un tigre serait d'ailleurs d'être aperçu par un humain : il devrait alors à nouveau jeûner pendant quarante jours pour retrouver le kesaktian.
Selon les traditions javanaises, afin d'assurer sa sécurité dans une forêt, il est nécessaire de montrer son respect au tigre en lui rappelant qu'il est un aussi « un fils d'Adam », puis de faire une prière. Le félin, en raison de son origine humaine, comprendrait le langage javanais, et utiliser le mot « macan » dans la forêt risquerait de l'attirer. Ainsi, le tigre est appelé nenek (« grand-parent »), datuk (« grand-père »), guda (« secret, caché »), « kiai » ou « kiaine » (objets ou personnes magiques). Ces termes révèlent la relation de parenté avec l'homme et d'animal magique qui caractérise la symbolique du tigre à Java,.

#### Un animal lié aux esprits

##### Les esprits gardiensdhanyang

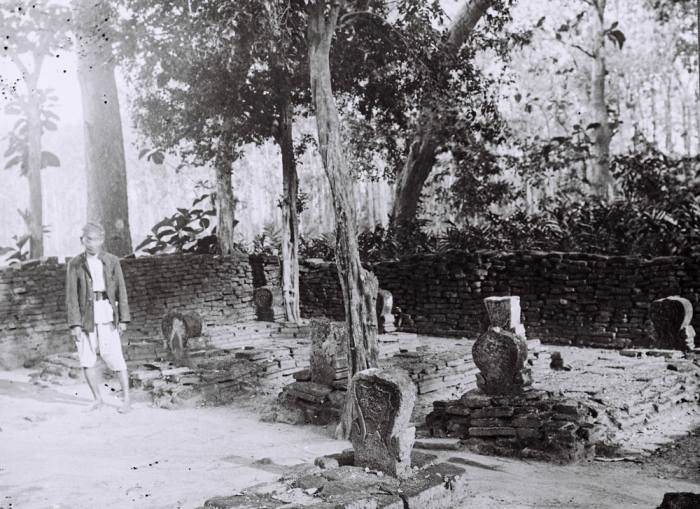
Les tombes des personnages historiques ou religieux peuvent être protégées par un esprit-gardien tigre. Ici, tombes de sept souverains du royaume de Majapahit.

Les esprits gardiens dhanyang protègent et assurent la fertilité de leur domaine, qui peut être la forêt ou un village par exemple. Ce sont les habitants des arbres ou des pierres, souvent confondus avec les esprits des ancêtres. Le dhanyang se matérialise fréquemment sous la forme d'un tigre. Ainsi, dans la forêt autour du Baluran, les esprits prennent la forme d'un énorme animal noir qui laisse des empreintes de tigre.
Dans la culture javanaise, les ancêtres fondateurs d'un village sont considérés comme possédant de puissants pouvoirs magiques et notamment celui de négocier avec les tigres. Selon une légende de Lumajang, le fondateur a transformé une personne en tigre pour nettoyer la forêt puis cette personne aurait eu des enfants qui devinrent des tigres-garous : leurs descendants mâles devaient avoir les doigts coupés après leur mort pour éviter ce désagrément. De même, en Madura et dans le Java oriental, l'âme d'un ancêtre magicien peut se réincarner en tigre si son pouvoir spirituel n'est pas retransmis à ses descendants.
Les dhanyang protègent tout ce qui a un rapport avec le fondateur, et notamment sa tombe — comme le mausolée de Syeh Maulana Isak — ou les écoles religieuses qu'il a pu fonder de son vivant. Ainsi, l'école islamique Tanjung Keraksaan près de Probolinggo est protégée par un tigre bienfaisant, incarnation de la sainteté du fondateur de l'école. Selon une autre tradition, le tigre peut être invoqué par un kyai qui doit jeûner et suivre différentes règles avant de prononcer une formule invoquant le nom de Dieu. Le tigre ainsi créé est une manifestation des anges gardiens associés au Coran et hadîths.

##### Chamanisme et réincarnation
Le tigre est également le protecteur des chamans, qui, dans la tradition d'Asie du Sud-Est, peuvent contacter les ancêtres, les esprits gardiens et sont en contact avec la forêt. Les chamans ont souvent des tigres comme familier, et sont associés à ses qualités, notamment la possibilité de disparaître et de réapparaître. Ce familier, a, selon les croyances du Java oriental, la capacité de marcher sur deux jambes, et est parfois utilisé comme moyen de transport par son chaman. Il est invoqué en brûlant de l'encens.
Une dernière forme du tigre-esprit est celle d'une incarnation d'une personne décédée de causes non naturelles ou d'une personne punie. Ces revenants-tigres sont en général perçus comme bienveillants et aident souvent leurs descendants. Selon la tradition javanaise, le revenant apparaît quarante jours après la mort. Entre le premier et le septième jour, l'âme devient fantôme, puis tigre. Au Situbondo, la croyance veut que le tigre peut être invoqué en brûlant de l'encens, en faisant une offrande, puis en jetant un galet. Les tigres invoqués sont appelés macan onjangan : il protège le foyer et ne peut être vu que par les personnes qui ont des intentions malfaisantes.

#### Les vertus curatives du tigre

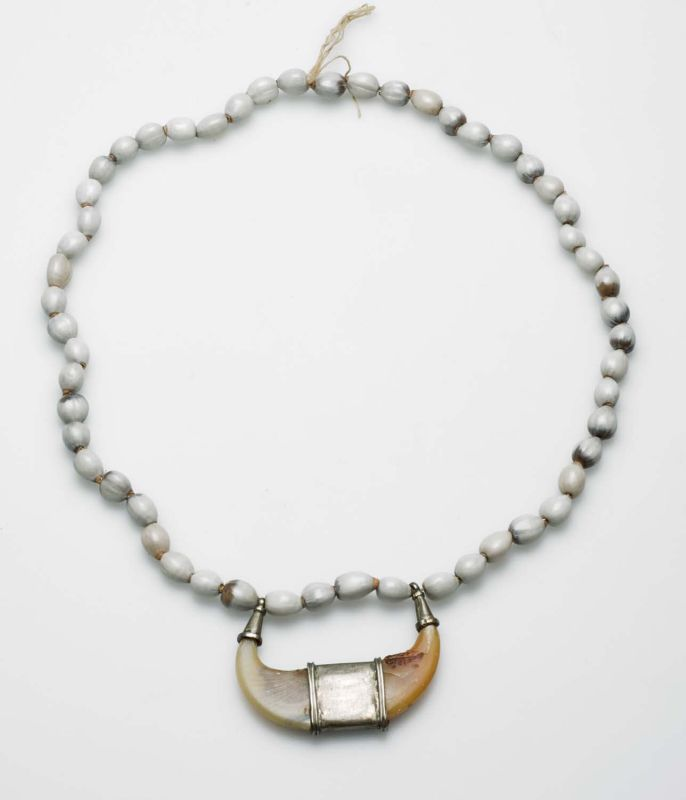
Collier javanais en perles de noix de coix et griffes de tigre, servant probablement d'amulette.

Le corps et l'âme du tigre ont des vertus médicales dans les croyances de Java occidental. L'âme humaine du félin peut être invoquée grâce à la méditation et au jeûne pour soigner. La littérature médicale préconisant l'utilisation de représentations ou de parties du corps de tigre, est nombreuse. Les dents protègeraient de la magie noire. Les moustaches seraient empoisonnées et le simple fait d'en transporter avec soi permettrait de paraître dangereux et féroce. À l'Est de Java, on pense que le tigre possède un os en forme d'étoile appelé sengkel, qui contient sa force. Cet os serait situé dans l'épaule gauche et disparaîtrait une heure après la mort. Utilisé comme amulette, il confère une force surhumaine.
Le tigre est donc puissant, et son corps contient cette puissance. Des témoignages de tigre littéralement réduits en pièce pour la fabrication d'amulettes ou d'armes trempées dans le sang sont fréquents. Ce comportement a été notamment rapportés après les rampog macan.

#### Le tigre-garou
Le tigre-garou, appelé macan gadhungan, est une légende très répandue dans le Kediri en particulier et dans le Java oriental en général. La figure du tigre-garou est considérée comme maléfique et doit donc être dissociées des différents esprits incarnés en tigre ou des protecteurs des chamans. Le tigre-garou est souvent considéré comme la réincarnation d'un aristocrate décédé en exil dans la forêt de Lodoyo. La transformation en tigre est issue d'un savoir qui se transmet de génération en génération par des mantras, le premier tigre-garou étant, selon la légende, un homme ayant vécu dans la forêt de Lodoyo à l'époque du roi Djojoboyo,.
Le tigre-garou se reconnaîtrait par une rainure sur sa lèvre supérieure, et par ses pattes arrière aux talons inversés. Lors de la transformation, la tête de l'homme deviendrait la queue du tigre. En tant qu'homme, le tigre-garou mangerait peu et ne pourrait pas devenir riche, mais vivrait très longtemps. Le tigre-garou est très populaire dans la littérature et le septième art du Sud-Est asiatique. Lorsqu'un fait divers survient à propos d'un macan, la rumeur de la présence d'un tigre-garou se répand toujours à Java, même à la fin du XXe siècle.

### Anciennes traditions javanaises

#### Ordalie
Les tigres ont été utilisés pour l'exécution des rebelles et des criminels par la cour javanaise à la fin du XVIIIe siècle comme une forme d'ordalie. Ce châtiment n'était pas toujours fatal : ainsi, deux hommes accusés d'être entrés sans autorisation dans le kraton ont été placés armés de bâtons dans la cage de trois tigres choisis pour leur férocité. Survivants à ce combat, ils ont été condamnés à l'exil.

#### Lerampog macan

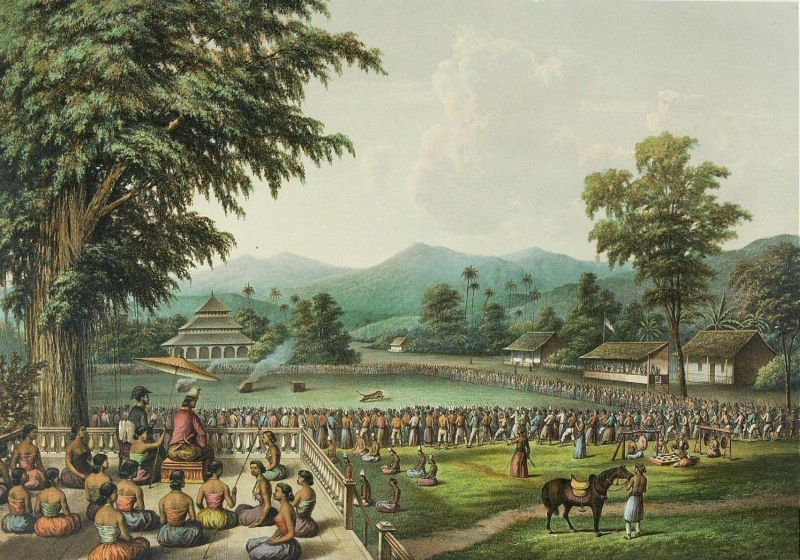
Un rampog macan, cérémonie au cours de laquelle était sacrifié un tigre à Java (lithographie tirée d'une peinture de L. H. W. M. de Stuers, 1876).

Le rampog macan est une cérémonie sacrificielle javanaise ayant cours du XVIIe siècle au début du XXe siècle. À l'origine réalisé dans l'alun-alun des cours royales javanaises, le rampog macan était constitué en deux parties : le sima-maesa, un combat dans une cage entre un buffle domestique (Bubalus bubalis) et un tigre, et le rampogan-sima, où plusieurs tigres étaient positionnés dans un cercle d'hommes armés de piques, et se tuaient en tentant de s'échapper,. Le rituel a évolué au cours des siècles, et entre la fin du XVIIIe siècle et le milieu du XIXe siècle, le rampog macan est amputé du combat entre le tigre et le buffle et son caractère sacré s'amoindrit pour devenir un spectacle mis en scène pour satisfaire les visiteurs européens. Les félins utilisés, capturés en avance et maintenus en captivité par l'organisateur jusqu'à la réalisation du rituel, étaient en majorité des Tigres de Java ou des Léopard de Java (Panthera pardus melas) lorsque ces premiers devinrent plus rares,.
Le rampog macan a été perçu par les observateurs européens comme la mise à mort par la communauté du mal, personnifié par le tigre. Toutefois, une interprétation plus fine voit la lutte victorieuse du pouvoir royal javanais représenté par le buffle contre le chaos et les forces chthoniennes représentés par le tigre,, voire comme une purification symbolique contre le chaos du royaume tout entier. Au XIXe siècle, le rituel est devenu une mise en scène du pouvoir et de la richesse des priyayi sur la noblesse princière déclinante, puis la représentation d'une lutte politique symbolique entre la compagnie néerlandaise des Indes orientales (le tigre) et les autorités de Java (le buffle),.

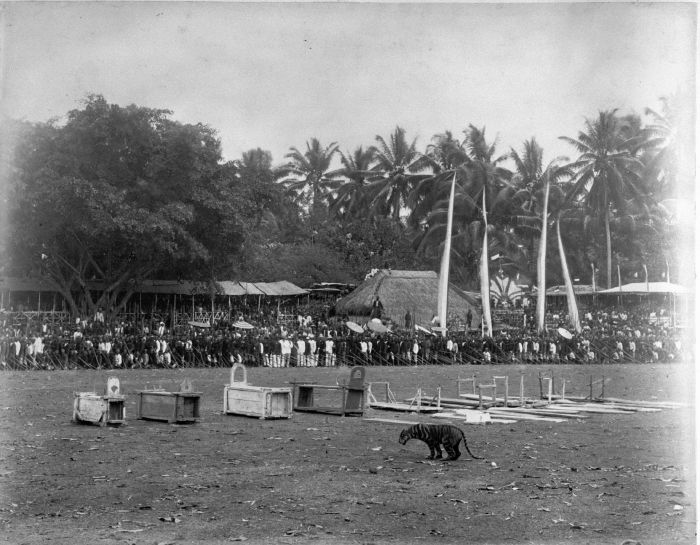
Le Tigre de Java, à côté des cages.
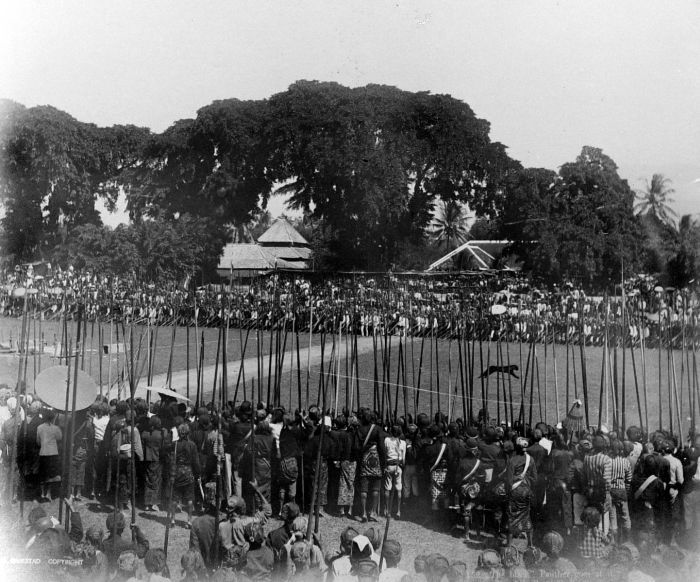
Fuite du tigre.
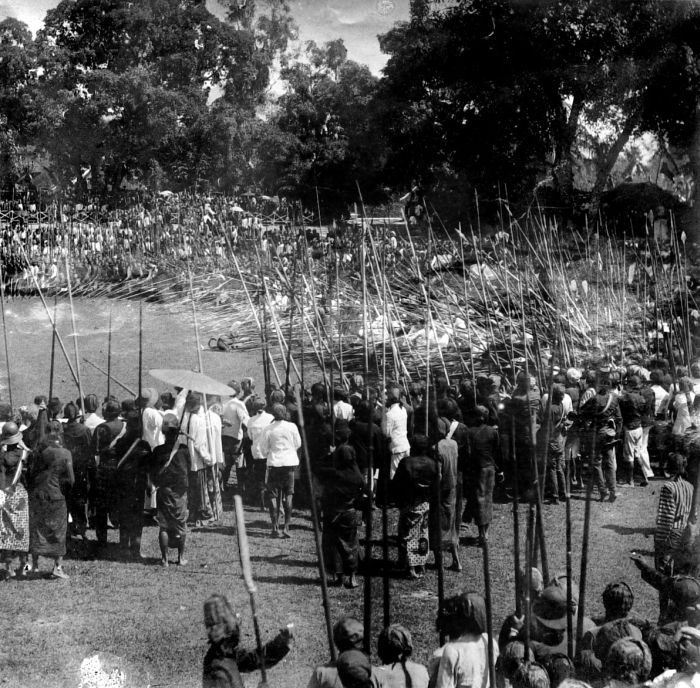
Les lances permettent la mise à mort du félin.

### Symbolique
Le tigre est un animal à la symbolique polysémique dans la culture javanaise. Dans la tradition javanaise, le tigre est très fortement associé à la royauté, sans y être parfaitement assimilé. Historiquement, les priyayi ont cherché à se réapproprier les symboles que sont le rampog macan et les chasses au tigre. Ces initiatives ont amoindri la symbolique uniquement régalienne du tigre. Par ailleurs, les croyances d'Asie du Sud-Est en général, et de Java en particulier, font du tigre un animal ambivalent associé aux esprits et qui vit symboliquement à la lisière entre la civilisation et le monde sauvage.
Le rôle du tigre est également celui du gardien de l'ordre moral. Cette symbolique est particulièrement visible dans les légendes qui impliquent les chamans et les ancêtres, très souvent confondus à Java et garants du bien-être moral de la communauté. Le tigre-esprit ancestral est un gardien de la vertu. Par ailleurs, le rôle de gardien du lion, traditionnel dans la culture islamique, a été endossé par le tigre sur l'île de Java.
Lorsque les contacts entre les populations javanaises et le tigre se sont accrus en raison de la disparition des forêts, la symbolique ambivalente du tigre (animal-gardien, mais également animal sauvage, image ni positive ni négative) s'est peu à peu atténuée au profit de la réputation d'un animal dangereux et d'un tueur vicieux. Cette réputation est largement injustifiée puisqu'à cette époque, l'éléphant, considéré comme bénéfique, tuait plus que le tigre. Ce changement de mentalités est également imputable à la mise en contact avec les chasseurs Européens, qui sont responsables en grande partie des écrits sur les fauves mangeurs d'hommes.
En raison de sa disparition, McNeely et Wachtel considèrent qu'« à l'origine symbole du pouvoir de la nature, le Tigre de Java est à présent celui du paradis perdu ». Ce félin est pris comme symbole de la disparition de la nature sauvage d'Asie, plus encore que celle d'une unique espèce.

### Littérature

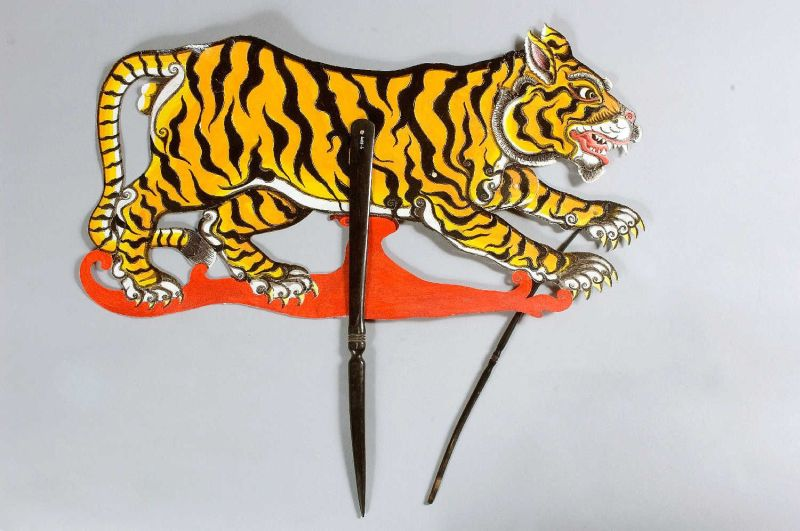
Marionnette du tigre Si Harimau pour le théâtre d'ombres wayang.

Le tigre, avec le buffle, est un animal dont la signification mystique et politique est très forte dans la littérature aristocratique javanaise. Le thème du tigre-garou est notamment traité dans le long poème du premier tiers du XIXe siècle : la Serat Centhini.
Le cycle de Sang Kancil est une série de comptines qui se retrouve dans l'ensemble du monde malais, y compris à Java. Ce cycle folklorique raconte les aventures de Sang Kancil, un Chevrotain malais (Tragulus javanicus) malicieux et rusé, qui berne de nombreux animaux plus puissants. Il est comparé par Romain Bertrand au Roman de Renart ou aux Fables de La Fontaine. Dans cette littérature populaire, le tigre Si Harimau y est dépeint comme un roi hautain qui maltraite ses sujets, berné par Sang Kancil.
Dans la littérature européenne du XVIIe siècle, les écrits sont encore très empreints du mythe de l'Asie sauvage. Le Tigre de Java est souvent décrit comme un animal sanguinaire aussi grand qu'un cheval. En 1628, un écrit relate une histoire d'un félin mesurant neuf mètres de long (18 pieds).

### Culture populaire
Le Tigre de Java est largement utilisée dans la publicité de Java, où il est associé aux idées de force et de vitesse. Par ailleurs, la présence d'amulettes ou d'emblème de tigre dans les voitures ou aux fenêtres des échoppes est fréquente. Dans le théâtre d'ombre wayang, très populaire dans les îles de Bali et Java, le tigre figure parmi les rares animaux ayant leur marionnette. Par ailleurs, chaque représentation s'ouvre et se termine sur une image de l'univers : une montagne surmontée d'un arbre de vie, avec au pied de ceux-ci un tigre et un Banteng qui se font front.